# Aminoglutetimida
Aminoglutetimida é um fármaco que inibe a esteroidogênese, sendo indicado para o tratamento da síndrome de Cushing reduzindo o nível do cortisol no organismo. Também é utilizadano tratamento do câncer ósseo doloroso, entre outras indicações.
O princípio de ação farmacológico atua na inibição da conversão de colesterol em pregnenolona. Através desse mecanismo inibe a secreção de estrógeno, aldosterona e cortisol.

## Esportes
A aminoglutetimida consta da lista de fármacos proibidos nos esportes. É, contudo, utilizado por alguns fisiculturistas devido às suas propriedades antiestrógenas, atenuando o inchaço e a feminização do corpo masculino, como a distribuição da gordura corporal e mesmo a ginecomastia, sintomas secundários frequentes no uso de esteróides anabolizantes, incluída a testosterona.

## Efeitos colaterais
É frequentemente associada a efeitos colaterais como febre, exantema maculopapular e fenômenos neurológicos (sonolência, tontura), limitando substancialmente o seu emprego. Pode também reduzir e concentração de iodo da tireóide, podendo levar a um quadro de hipotireoidismo.